# Podomyrma bispinosa
Podomyrma bispinosa é uma espécie de formiga do gênero Podomyrma, pertencente à subfamília Myrmicinae.